# Campionati europei di slittino
I campionati europei di slittino sono una competizione sportiva organizzata dalla Federazione Internazionale Slittino (FIL) in cui si assegnano i titoli europei nelle diverse specialità dello slittino. Attualmente si disputano ogni anno, ma nel corso della loro storia la federazione internazionale ha cambiato la loro frequenza in diverse occasioni.
I primi campionati europei si disputarono nel 1914 unicamente nelle discipline del singolo maschile e del doppio. Per la seconda edizione della rassegna continentale si dovette attendere per quattordici anni; in quell'occasione fece il suo esordio anche la gara del singolo femminile. Dal 1988 venne introdotta nel calendario delle competizioni anche la gara a squadre, che nel corso degli anni ha subito alcuni mutamenti organizzativi, mentre dal 2023 si disputano due prove del doppio, una per le donne e l'altra per gli uomini.
Come detto la frequenza non è sempre stata la medesima per questo tipo di competizione: fatti salvi alcuni sporadici periodi in cui la manifestazione non ebbe luogo, soprattutto per cause belliche o nel primo periodo in cui vennero istituiti i mondiali, i campionati europei di slittino si svolsero con cadenza annuale fino al 1980, da quel momento e fino al 2012 le gare valevoli per il titolo continentale vennero disputate ogni due anni. Dal 2012 la FIL decise che i campionati europei avrebbero dovuto disputarsi nell'ambito di una delle tappe che compongono la stagione di Coppa del Mondo e fu nuovamente reintrodotta la frequenza annuale per questa manifestazione.
Tra tutti gli atleti laureatisi campioni d'Europa solamente Paul Aste, Paul Hildgartner, Horst Hörnlein, Josef Isser, Maria Isser, Wolfgang Kindl, Hans Rinn e Martin Tietze sono riusciti a conquistare il titolo continentale sia nella disciplina del singolo che del doppio. Maria Isser inoltre è anche stata la sola donna capace di conquistare una medaglia europea nel doppio quando questa specialità era unica ed aperta ad ambo i sessi.

## Albo d'oro

### Singolo donne
| Anno | Luogo                  | Oro                                 | Argento                             | Bronzo                                    |
| ---- | ---------------------- | ----------------------------------- | ----------------------------------- | ----------------------------------------- |
| 1928 | Schreiberhau           | Hilde Raupach Germania              | Margarethe Wolf Germania            | Felice Hansch Austria                     |
| 1929 | Semmering              | Lotte Embacher Austria              | Christine Klecker Austria           | Fanni Altendorfer Germania                |
| 1934 | Ilmenau                | Hanni Fink Cecoslovacchia           | Adela Raimannova Cecoslovacchia     | Gertrud Porsche-Schinkeová Cecoslovacchia |
| 1935 | Krynica-Zdrój          | Hanni Fink Cecoslovacchia           | Liselotte Hopfer Germania           | Gertrud Porsche-Schinkeová Cecoslovacchia |
| 1937 | Oslo                   | Titti Maartmann Norvegia            | Liv Jensen Norvegia                 | Helen Galtung Norvegia                    |
| 1938 | Salisburgo             | Friedel Tietze Germania             | Waltraud Grassl Cecoslovacchia      | Hanni Fink Cecoslovacchia                 |
| 1939 | Reichenberg            | Friedel Tietze Germania             | Waltraud Grassl Cecoslovacchia      | Hanni Fink Cecoslovacchia                 |
| 1951 | Innsbruck              | Karla Kienzl Austria                | Hilde Sturm Austria                 | Maria Isser Austria                       |
| 1952 | Garmisch-Partenkirchen | Maria Isser Austria                 | Erika Schiller Germania Ovest       | Rosa Perz Austria                         |
| 1953 | Cortina d'Ampezzo      | Maria Isser Austria                 | Liesl Seewald Austria               | Rosa Lesser Austria                       |
| 1954 | Davos                  | Maria Isser Austria                 | Karla Kienzl Austria                | Lotte Scheimpflug Italia                  |
| 1955 | Hahnenklee             | Maria Isser Austria                 | Karla Kienzl Austria                | Erika Leitner Italia                      |
| 1956 | Imst                   | Elly Lieber Austria                 | Maria Isser Austria                 | Lotte Scheimpflug Italia                  |
| 1962 | Weißenbach             | Irena Pawełczyk Polonia             | Helene Thurner Austria              | Gerda Rieser-Cegnar Austria               |
| 1967 | Schönau am Königssee   | Christina Schmuck Germania Ovest    | Angelika Dünhaupt Germania Ovest    | Helena Macher Polonia                     |
| 1970 | Hammarstrand           | Anna-Maria Müller Germania Est      | Angela Knösel Germania Est          | Christina Schmuck Germania Ovest          |
| 1971 | Imst                   | Erika Lechner Italia                | Angela Knösel Germania Est          | Barbara Piecha Polonia                    |
| 1972 | Schönau am Königssee   | Ute Rührold Germania Est            | Elisabeth Demleitner Germania Ovest | Anna-Maria Müller Germania Est            |
| 1973 | Schönau am Königssee   | Margit Schumann Germania Est        | Ute Rührold Germania Est            | Eva-Maria Wernicke Germania Est           |
| 1974 | Imst                   | Margit Schumann Germania Est        | Halina Kanasz Polonia               | Ute Rührold Germania Est                  |
| 1975 | Valdaora               | Margit Schumann Germania Est        | Eva-Maria Wernicke Germania Est     | Halina Kanasz Polonia                     |
| 1976 | Hammarstrand           | Vera Zozulja Unione Sovietica       | Agneta Lindskog Svezia              | Halina Biegun Polonia                     |
| 1977 | Schönau am Königssee   | Elisabeth Demleitner Germania Ovest | Margit Schumann Germania Est        | Margit Graf Austria                       |
| 1978 | Hammarstrand           | Elisabeth Demleitner Germania Ovest | Anna Maevskaja Unione Sovietica     | Vera Zozulja Unione Sovietica             |
| 1979 | Oberhof                | Melitta Sollmann Germania Est       | Ilona Brand Germania Est            | Margit Schumann Germania Est              |
| 1980 | Valdaora               | Melitta Sollmann Germania Est       | Marie-Luise Rainer Italia           | Ilona Brand Germania Est                  |
| 1982 | Winterberg             | Bettina Schmidt Germania Est        | Steffi Martin Germania Est          | Melitta Sollmann Germania Est             |
| 1984 | Valdaora               | Monika Auer Italia                  | Heike Popel Germania Est            | Bettina Schmidt Germania Est              |
| 1986 | Hammarstrand           | Cerstin Schmidt Germania Est        | Steffi Martin Germania Est          | Ute Oberhoffner Germania Est              |
| 1988 | Schönau am Königssee   | Ute Oberhoffner Germania Est        | Veronika Bilgeri Germania Ovest     | Cerstin Schmidt Germania Est              |
| 1990 | Innsbruck              | Susi Erdmann Germania Est           | Gerda Weissensteiner Italia         | Jana Bode Germania Ovest                  |
| 1992 | Winterberg             | Susi Erdmann Germania               | Sylke Otto Germania                 | Angelika Neuner Austria                   |
| 1994 | Schönau am Königssee   | Gerda Weissensteiner Italia         | Jana Bode Germania                  | Gabriele Kohlisch Germania                |
| 1996 | Sigulda                | Jana Bode Germania                  | Gabriele Kohlisch Germania          | Andrea Tagwerker Austria                  |
| 1998 | Oberhof                | Silke Kraushaar Germania            | Andrea Tagwerker Austria            | Susi Erdmann Germania                     |
| 2000 | Winterberg             | Sylke Otto Germania                 | Silke Kraushaar Germania            | Barbara Niedernhuber Germania             |
| 2002 | Altenberg              | Sylke Otto Germania                 | Silke Kraushaar Germania            | Barbara Niedernhuber Germania             |
| 2004 | Oberhof                | Silke Kraushaar Germania            | Tatjana Hüfner Germania             | Sylke Otto Germania                       |
| 2006 | Winterberg             | Silke Kraushaar Germania            | Tatjana Hüfner Germania             | Barbara Niedernhuber Germania             |
| 2008 | Cesana Torinese        | Natalie Geisenberger Germania       | Silke Kraushaar-Pielach Germania    | Veronika Halder Austria                   |
| 2010 | Sigulda                | Tat'jana Ivanova Russia             | Corinna Martini Germania            | Nina Reithmayer Austria                   |
| 2012 | Paramonovo             | Tat'jana Ivanova Russia             | Tatjana Hüfner Germania             | Corinna Martini Germania                  |
| 2013 | Oberhof                | Natalie Geisenberger Germania       | Tatjana Hüfner Germania             | Anke Wischnewski Germania                 |
| 2014 | Sigulda                | Natal'ja Choreva Russia             | Tat'jana Ivanova Russia             | Dajana Eitberger Germania                 |
| 2015 | Soči                   | Dajana Eitberger Germania           | Natalie Geisenberger Germania       | Tat'jana Ivanova Russia                   |
| 2016 | Altenberg              | Tatjana Hüfner Germania             | Elīza Cauce Lettonia                | Tat'jana Ivanova Russia                   |
| 2017 | Schönau am Königssee   | Natalie Geisenberger Germania       | Tat'jana Ivanova Russia             | Tatjana Hüfner Germania                   |
| 2018 | Sigulda                | Tat'jana Ivanova Russia             | Natalie Geisenberger Germania       | Sandra Robatscher Italia                  |
| 2019 | Oberhof                | Natalie Geisenberger Germania       | Tatjana Hüfner Germania             | Dajana Eitberger Germania                 |
| 2020 | Lillehammer            | Tat'jana Ivanova Russia             | Julia Taubitz Germania              | Viktorija Demčenko Russia                 |
| 2021 | Sigulda                | Tat'jana Ivanova Russia             | Natalie Geisenberger Germania       | Viktorija Demčenko Russia                 |
| 2022 | Sankt Moritz           | Natalie Geisenberger Germania       | Madeleine Egle Austria              | Elīna Ieva Vītola Lettonia                |
| 2023 | Sigulda                | Anna Berreiter Germania             | Dajana Eitberger Germania           | Elīna Ieva Vītola Lettonia                |
| 2024 | Innsbruck              | Madeleine Egle Austria              | Julia Taubitz Germania              | Anna Berreiter Germania                   |
| 2025 | Winterberg             | Julia Taubitz Germania              | Madeleine Egle Austria              | Lisa Schulte Austria                      |

### Singolo uomini
| Anno | Luogo                  | Oro                                | Argento                         | Bronzo                             |
| ---- | ---------------------- | ---------------------------------- | ------------------------------- | ---------------------------------- |
| 1914 | Reichenberg            | Rudolf Kauschka Austria            | Jakob Platzer Austria           | Richard Simm Austria               |
| 1928 | Schreiberhau           | Fritz Preissler Cecoslovacchia     | Rudolf Kauschka Cecoslovacchia  | Kurt Wagner Germania               |
| 1929 | Semmering              | Fritz Preissler Cecoslovacchia     | Robert Liebig Germania          | Rudolf Dressler Cecoslovacchia     |
| 1934 | Ilmenau                | Martin Tietze Germania             | Rudolf Maschke Cecoslovacchia   | Alfred Posselt Cecoslovacchia      |
| 1935 | Krynica-Zdrój          | Martin Tietze Germania             | Maks Enker Polonia              | Bronislaw Witkowski Polonia        |
| 1937 | Oslo                   | Martin Tietze Germania             | Wilhelm Klavenes Norvegia       | Harald Seegaard Norvegia           |
| 1938 | Salisburgo             | Martin Tietze Germania             | Walter Kluge Germania           | Rudolf Hermann Cecoslovacchia      |
| 1939 | Reichenberg            | Fritz Preissler Cecoslovacchia     | Martin Tietze Germania          | Gustav Jeschek Cecoslovacchia      |
| 1951 | Innsbruck              | Paul Aste Austria                  | Wilhelm Lache Austria           | Hermann Mayregger Austria          |
| 1952 | Garmisch-Partenkirchen | Rudolf Maschke Germania Ovest      | Paul Aste Austria               | Albert Kraus Austria               |
| 1953 | Cortina d'Ampezzo      | Paul Aste Austria                  | Heinrich Isser Austria          | Wilhelm Lache Austria              |
| 1954 | Davos                  | Fritz Kienzl Austria               | Wilhelm Lache Austria           | Josef Strillinger Germania Ovest   |
| 1955 | Hahnenklee             | Paul Aste Austria                  | Albert Kraus Germania Ovest     | Johann Stangl Austria              |
| 1956 | Imst                   | Josef Isser Austria                | Hans Krausner Austria           | Erich Raffl Austria                |
| 1962 | Weißenbach             | Josef Lenz Germania Ovest          | Anton Venier Austria            | Zdzyslaw Siuda Polonia             |
| 1967 | Schönau am Königssee   | Leonhard Nagenrauft Germania Ovest | Fritz Nachmann Germania Ovest   | Josef Matlak Polonia               |
| 1970 | Hammarstrand           | Harald Ehrig Germania Est          | Wolfgang Scheidel Germania Est  | Horst Hörnlein Germania Est        |
| 1971 | Imst                   | Horst Hörnlein Germania Est        | Wolfgang Scheidel Germania Est  | Manfred Schmid Austria             |
| 1972 | Schönau am Königssee   | Wolfram Fiedler Germania Est       | Harald Ehrig Germania Est       | Leonhard Nagenrauft Germania Ovest |
| 1973 | Schönau am Königssee   | Hans Rinn Germania Est             | Josef Fendt Germania Ovest      | Rudolf Schmid Austria              |
| 1974 | Imst                   | Hans Rinn Germania Est             | Manfred Schmid Austria          | Rudolf Schmid Austria              |
| 1975 | Valdaora               | Dettlef Günther Germania Est       | Wolfram Fiedler Germania Est    | Hans Rinn Germania Est             |
| 1976 | Hammarstrand           | Wolfram Fiedler Germania Est       | Michael Gardebäck Svezia        | Hans-Heinrich Winkler Germania Est |
| 1977 | Schönau am Königssee   | Anton Winkler Germania Ovest       | Hans Rinn Germania Est          | Karl Brunner Italia                |
| 1978 | Hammarstrand           | Paul Hildgartner Italia            | Hans Rinn Germania Est          | Vladimir Šitov Unione Sovietica    |
| 1979 | Oberhof                | Hans Rinn Germania Est             | Dettlef Günther Germania Est    | Bernhard Glass Germania Est        |
| 1980 | Valdaora               | Karl Brunner Italia                | Paul Hildgartner Italia         | Ernst Haspinger Italia             |
| 1982 | Winterberg             | Uwe Handrich Germania Est          | Sergej Danilin Unione Sovietica | Ernst Haspinger Italia             |
| 1984 | Valdaora               | Paul Hildgartner Italia            | Norbert Huber Italia            | Ernst Haspinger Italia             |
| 1986 | Hammarstrand           | Sergej Danilin Unione Sovietica    | Jens Müller Germania Est        | Michael Walter Germania Est        |
| 1988 | Schönau am Königssee   | Georg Hackl Germania Ovest         | Markus Prock Austria            | Johannes Schettel Germania Ovest   |
| 1990 | Innsbruck              | Georg Hackl Germania Ovest         | Markus Prock Austria            | Jens Müller Germania Est           |
| 1992 | Winterberg             | René Friedl Germania               | Norbert Huber Italia            | Georg Hackl Germania               |
| 1994 | Schönau am Königssee   | Markus Prock Austria               | Georg Hackl Germania            | Armin Zöggeler Italia              |
| 1996 | Sigulda                | Jens Müller Germania               | Al'bert Demčenko Russia         | Markus Schmidt Austria             |
| 1998 | Oberhof                | Markus Prock Austria               | Karsten Albert Germania         | Norbert Huber Italia               |
| 2000 | Winterberg             | Jens Müller Germania               | Georg Hackl Germania            | Armin Zöggeler Italia              |
| 2002 | Altenberg              | Markus Prock Austria               | Denis Geppert Germania          | Armin Zöggeler Italia              |
| 2004 | Oberhof                | Armin Zöggeler Italia              | David Möller Germania           | Jaroslav Slávik Slovacchia         |
| 2006 | Winterberg             | Al'bert Demčenko Russia            | Armin Zöggeler Italia           | David Möller Germania              |
| 2008 | Cesana Torinese        | Armin Zöggeler Italia              | Al'bert Demčenko Russia         | David Möller Germania              |
| 2010 | Sigulda                | Al'bert Demčenko Russia            | Wolfgang Kindl Austria          | Daniel Pfister Austria             |
| 2012 | Paramonovo             | Andi Langenhan Germania            | Armin Zöggeler Italia           | Felix Loch Germania                |
| 2013 | Oberhof                | Felix Loch Germania                | Andi Langenhan Germania         | Johannes Ludwig Germania           |
| 2014 | Sigulda                | Armin Zöggeler Italia              | Johannes Ludwig Germania        | Dominik Fischnaller Italia         |
| 2015 | Soči                   | Semën Pavličenko Russia            | Aleksandr Peretjagin Russia     | Felix Loch Germania                |
| 2016 | Altenberg              | Felix Loch Germania                | Roman Repilov Russia            | Ralf Palik Germania                |
| 2017 | Schönau am Königssee   | Semën Pavličenko Russia            | Ralf Palik Germania             | Wolfgang Kindl Austria             |
| 2018 | Sigulda                | Semën Pavličenko Russia            | Felix Loch Germania             | Roman Repilov Russia               |
| 2019 | Oberhof                | Semën Pavličenko Russia            | Roman Repilov Russia            | Kristers Aparjods Lettonia         |
| 2020 | Lillehammer            | Dominik Fischnaller Italia         | Semën Pavličenko Russia         | Roman Repilov Russia               |
| 2021 | Sigulda                | Felix Loch Germania                | Johannes Ludwig Germania        | Dominik Fischnaller Italia         |
| 2022 | Sankt Moritz           | Wolfgang Kindl Austria             | Kristers Aparjods Lettonia      | Nico Gleirscher Austria            |
| 2023 | Sigulda                | Max Langenhan Germania             | Felix Loch Germania             | Kristers Aparjods Lettonia         |
| 2024 | Innsbruck              | Jonas Müller Austria               | Nico Gleirscher Austria         | Max Langenhan Germania             |
| 2025 | Winterberg             | Jonas Müller Austria               | Max Langenhan Germania          | Nico Gleirscher Austria            |

### Doppio
| Anno | Luogo                  | Oro                                                  | Argento                                            | Bronzo                                                                                     |
| ---- | ---------------------- | ---------------------------------------------------- | -------------------------------------------------- | ------------------------------------------------------------------------------------------ |
| 1914 | Reichenberg            | Erwin Posselt Karl Löbelt Austria                    | Rudolf Kauschka Hans Gfäller Austria               | Arthur Klamt Bertold Posselt Austria                                                       |
| 1928 | Schreiberhau           | Herbert Elger Wilhelm Adolf Germania                 | Richard Feist Walter Feist Germania                | Fritz Posselt Alfred Posselt Cecoslovacchia                                                |
| 1929 | Semmering              | Richard Feist Walter Feist Germania                  | Rudolf Kauschka Fritz Preissler Cecoslovacchia     | Franz Stecker Ferdinand Wiesner Austria                                                    |
| 1934 | Ilmenau                | Walter Feist Walter Kluge Germania                   | Rudolf Hermann Rudolf Maschke Cecoslovacchia       | Josef Heller Albert Kraus Cecoslovacchia                                                   |
| 1935 | Krynica-Zdrój          | Walter Feist Walter Kluge Germania                   | Martin Tietze Kurt Weidner Germania                | Hans Taubner Hugo Schöler Cecoslovacchia                                                   |
| 1937 | Oslo                   | Martin Tietze Kurt Weidner Germania                  | Walter Feist Walter Kluge Germania                 | Rudolf Maschke Albert Kraus Cecoslovacchia                                                 |
| 1938 | Salisburgo             | Walter Feist Walter Kluge Germania                   | Viktor Schubert Werner Rüger Germania              | Rudolf Maschke Eberhard Grundmann Cecoslovacchia                                           |
| 1939 | Reichenberg            | Walter Feist Walter Kluge Germania                   | Gerhard Schubert Erhard Körner Germania            | Rudolf Hermann Albert Kraus Cecoslovacchia                                                 |
| 1951 | Innsbruck              | Hans Krausner Rudolf Peyfuss Austria                 | Heinrich Isser Josef Isser Austria                 | Norbert Steixner Adolf Hofer Austria                                                       |
| 1952 | Garmisch-Partenkirchen | Paul Aste Heinrich Isser Austria                     | Hans Krausner Luis Schlögel Austria                | Wilhelm Lache Josef Isser Austria                                                          |
| 1953 | Cortina d'Ampezzo      | Hans Krausner Wilhelm Lache Austria                  | Paul Aste Heinrich Isser Austria                   | Erich Raffl Stefan Schöpf Austria                                                          |
| 1954 | Davos                  | Josef Isser Maria Isser Austria                      | Richard Feistmantl Ernst Feistmantl Germania Ovest | Hans Krausner Josef Leistenritt Austria                                                    |
| 1955 | Hahnenklee             | Paul Aste Heinrich Isser Austria                     | Hermann Knüppel Dietrich Schmidt Germania Ovest    | Hermann Meier Erhard Grundmann Germania Ovest                                              |
| 1956 | Imst                   | Wilhelm Leimgruber Josef Unterfrauner Austria        | Erich Raffl Stefan Schöpf Austria                  | Josef Thaler Luis Posch Austria                                                            |
| 1962 | Weißenbach             | Anton Venier Ewald Walch Austria                     | Josef Feistmantl Manfred Stengl Austria            | Reinhold Frosch Ludwig Gassner Austria                                                     |
| 1967 | Schönau am Königssee   | Josef Feistmantl Wilhelm Biechl Austria              | Helmut Thaler Reinhold Senn Austria                | Ryszard Gawior Zbigniew Gawior Polonia                                                     |
| 1970 | Hammarstrand           | Horst Hörnlein Reinhard Bredow Germania Est          | Rudolf Schmid Franz Schachner Austria              | Manfred Schmid Ewald Walch Austria                                                         |
| 1971 | Imst                   | Paul Hildgartner Walter Plaikner Italia              | Manfred Schmid Ewald Walch Austria                 | Tadeusz Radwan Janusz Krawczyk Polonia                                                     |
| 1972 | Schönau am Königssee   | Horst Hörnlein Reinhard Bredow Germania Est          | Hans Brandner Balthasar Schwarm Germania Ovest     | Peter Reichenwallner Rudolf Größwang Germania Ovest                                        |
| 1973 | Schönau am Königssee   | Hans Rinn Norbert Hahn Germania Est                  | Bernd Hahn Ulrich Hahn Germania Est                | Hans Brandner Balthasar Schwarm Germania Ovest                                             |
| 1974 | Imst                   | Paul Hildgartner Walter Plaikner Italia              | Hans Rinn Norbert Hahn Germania Est                | Roman Hurej Jozef Pietronczyk Polonia                                                      |
| 1975 | Valdaora               | Hans Rinn Norbert Hahn Germania Est                  | Horst Müller Hans-Jürgen Neumann Germania Est      | Bernd Hahn Ulrich Hahn Germania Est                                                        |
| 1976 | Hammarstrand           | Bernd Dreyer Roland Herdmann Germania Est            | Asle Strand Helge Svensen Norvegia                 | Dajnis Bremze Ajgars Krikis Unione Sovietica                                               |
| 1977 | Schönau am Königssee   | Hans Brandner Balthasar Schwarm Germania Ovest       | Hans Rinn Norbert Hahn Germania Est                | Stefan Hölzlwimmer Rudolf Größwang Germania Ovest                                          |
| 1978 | Hammarstrand           | Hans Rinn Norbert Hahn Germania Est                  | Bernd Hahn Ulrich Hahn Germania Est                | Jindřich Zeman Vladimír Resl Cecoslovacchia                                                |
| 1979 | Oberhof                | Bernd Oberhoffner Jörg-Dieter Ludwig Germania Est    | Hans Rinn Norbert Hahn Germania Est                | Peter Gschnitzer Karl Brunner Italia                                                       |
| 1980 | Valdaora               | Hans Rinn Norbert Hahn Germania Est                  | Bernd Hahn Ulrich Hahn Germania Est                | Hans Brandner Balthasar Schwarm Germania Ovest                                             |
| 1982 | Winterberg             | Günther Lemmerer Reinhold Sulzbacher Austria         | Hans Rinn Jörg-Dieter Ludwig Germania Est          | Hans Stanggassinger Franz Wembacher Germania Ovest                                         |
| 1984 | Valdaora               | Helmut Brunner Walter Brunner Italia                 | Hans Stanggassinger Franz Wembacher Germania Ovest | Hansjörg Raffl Norbert Huber Italia                                                        |
| 1986 | Hammarstrand           | Evgenij Belousov Aleksandr Beljakov Unione Sovietica | Jörg Hoffmann Jochen Pietzsch Germania Est         | Hansjörg Raffl Norbert Huber Italia                                                        |
| 1988 | Schönau am Königssee   | Thomas Schwab Wolfgang Staudinger Germania Ovest     | Hansjörg Raffl Norbert Huber Italia                | Evgenij Belousov Aleksandr Beljakov Unione Sovietica                                       |
| 1990 | Innsbruck              | Jörg Hoffmann Jochen Pietzsch Germania Est           | Hansjörg Raffl Norbert Huber Italia                | Stefan Krauße Jan Behrendt Germania Est                                                    |
| 1992 | Winterberg             | Hansjörg Raffl Norbert Huber Italia                  | Kurt Brugger Wilfried Huber Italia                 | Stefan Krauße Jan Behrendt Germania                                                        |
| 1994 | Schönau am Königssee   | Hansjörg Raffl Norbert Huber Italia                  | Kurt Brugger Wilfried Huber Italia                 | Yves Mankel Thomas Rudolph Germania                                                        |
| 1996 | Sigulda                | Stefan Krauße Jan Behrendt Germania                  | Gerhard Plankensteiner Oswald Haselrieder Italia   | Al'bert Demčenko Semën Kolobaev Russia                                                     |
| 1998 | Oberhof                | Stefan Krauße Jan Behrendt Germania                  | Steffen Skel Steffen Wöller Germania               | Tobias Schiegl Markus Schiegl Austria                                                      |
| 2000 | Winterberg             | Patric Leitner Alexander Resch Germania              | Steffen Skel Steffen Wöller Germania               | Tobias Schiegl Markus Schiegl Austria                                                      |
| 2002 | Altenberg              | Patric Leitner Alexander Resch Germania              | Tobias Schiegl Markus Schiegl Austria              | Gerhard Plankensteiner Oswald Haselrieder Italia                                           |
| 2004 | Oberhof                | Steffen Skel Steffen Wöller Germania                 | Christian Oberstolz Patrick Gruber Italia          | Andreas Linger Wolfgang Linger Austria                                                     |
| 2006 | Winterberg             | Patric Leitner Alexander Resch Germania              | Sebastian Schmidt André Forker Germania            | Christian Oberstolz Patrick Gruber Italia                                                  |
| 2008 | Cesana Torinese        | Christian Oberstolz Patrick Gruber Italia            | Andreas Linger Wolfgang Linger Austria             | Patric Leitner Alexander Resch Germania e Gerhard Plankensteiner Oswald Haselrieder Italia |
| 2010 | Sigulda                | Andreas Linger Wolfgang Linger Austria               | Tobias Wendl Tobias Arlt Germania                  | Tobias Schiegl Markus Schiegl Austria                                                      |
| 2012 | Paramonovo             | Peter Penz Georg Fischler Austria                    | Tobias Wendl Tobias Arlt Germania                  | Toni Eggert Sascha Benecken Germania                                                       |
| 2013 | Oberhof                | Toni Eggert Sascha Benecken Germania                 | Tobias Wendl Tobias Arlt Germania                  | Peter Penz Georg Fischler Austria                                                          |
| 2014 | Sigulda                | Christian Oberstolz Patrick Gruber Italia            | Vladislav Južakov Vladimir Machnutin Russia        | Andreas Linger Wolfgang Linger Austria                                                     |
| 2015 | Soči                   | Tobias Wendl Tobias Arlt Germania                    | Peter Penz Georg Fischler Austria                  | Andris Šics Juris Šics Lettonia                                                            |
| 2016 | Altenberg              | Toni Eggert Sascha Benecken Germania                 | Tobias Wendl Tobias Arlt Germania                  | Peter Penz Georg Fischler Austria                                                          |
| 2017 | Schönau am Königssee   | Tobias Wendl Tobias Arlt Germania                    | Toni Eggert Sascha Benecken Germania               | Robin Geueke David Gamm Germania                                                           |
| 2018 | Sigulda                | Toni Eggert Sascha Benecken Germania                 | Andris Šics Juris Šics Lettonia                    | Tobias Wendl Tobias Arlt Germania                                                          |
| 2019 | Oberhof                | Tobias Wendl Tobias Arlt Germania                    | Toni Eggert Sascha Benecken Germania               | Andris Šics Juris Šics Lettonia                                                            |
| 2020 | Lillehammer            | Aleksandr Denis'ev Vladislav Antonov Russia          | Thomas Steu Lorenz Koller Austria                  | Vladislav Južakov Jurij Prochorov Russia                                                   |
| 2021 | Sigulda                | Andris Šics Juris Šics Lettonia                      | Tobias Wendl Tobias Arlt Germania                  | Mārtiņš Bots Roberts Plūme Lettonia                                                        |
| 2022 | Sankt Moritz           | Toni Eggert Sascha Benecken Germania                 | Tobias Wendl Tobias Arlt Germania                  | Mārtiņš Bots Roberts Plūme Lettonia                                                        |

### Doppio donne
| Anno | Luogo      | Oro                                            | Argento                                        | Bronzo                                         |
| ---- | ---------- | ---------------------------------------------- | ---------------------------------------------- | ---------------------------------------------- |
| 2023 | Sigulda    | Andrea Vötter Marion Oberhofer Italia          | Anda Upīte Sanija Ozoliņa Lettonia             | Jessica Degenhardt Cheyenne Rosenthal Germania |
| 2024 | Innsbruck  | Jessica Degenhardt Cheyenne Rosenthal Germania | Andrea Vötter Marion Oberhofer Italia          | Marta Robežniece Kitija Bogdanova Lettonia     |
| 2025 | Winterberg | Selina Egle Lara Kipp Austria                  | Jessica Degenhardt Cheyenne Rosenthal Germania | Andrea Vötter Marion Oberhofer Italia          |

### Doppio uomini
| Anno | Luogo      | Oro                                | Argento                             | Bronzo                                            |
| ---- | ---------- | ---------------------------------- | ----------------------------------- | ------------------------------------------------- |
| 2023 | Sigulda    | Tobias Wendl Tobias Arlt Germania  | Mārtiņš Bots Roberts Plūme Lettonia | Eduards Ševics-Mikeļševics Lūkass Krasts Lettonia |
| 2024 | Innsbruck  | Thomas Steu Wolfgang Kindl Austria | Mārtiņš Bots Roberts Plūme Lettonia | Tobias Wendl Tobias Arlt Germania                 |
| 2025 | Winterberg | Tobias Wendl Tobias Arlt Germania  | Juri Gatt Riccardo Schöpf Austria   | Yannick Müller Armin Frauscher Austria            |

### Gara a squadre
| Anno | Luogo                | Oro | Argento | Bronzo |
| ---- | -------------------- | --- | --- | --- |
| 1988 | Schönau am Königssee | Germania Ovest Georg Hackl Johannes Schettel Kerstin Langkopf Veronika Bilgeri Thomas Schwab / Wolfgang Staudinger | Germania Est Michael Walter Jens Müller Cerstin Schmidt Ute Oberhoffner Marco Ernst / Olaf Paschold           | Italia Wilfried Huber Paul Hildgartner Marie-Luise Rainer Gerda Weissensteiner Hansjörg Raffl / Norbert Huber           |
| 1990 | Innsbruck            | Germania Est Jens Müller René Friedl Susi Erdmann Sylke Otto Jörg Hoffmann / Jochen Pietzsch                       | Germania Ovest Georg Hackl Johannes Schettel Jana Bode Margit Paar Stefan Ilsanker / Georg Hackl              | Italia Arnold Huber Norbert Huber Gerda Weissensteiner Natalie Obkircher Hansjörg Raffl / Norbert Huber                 |
| 1992 | Winterberg           | Germania Georg Hackl René Friedl Susi Erdmann Sylke Otto Yves Mankel / Thomas Rudolph                              | Austria Markus Prock Robert Manzenreiter Angelika Neuner Andrea Tagwerker Gerhard Gleirscher / Markus Schmidt | Italia Norbert Huber Oswald Haselrieder Natalie Obkircher Anja Plaikner Hansjörg Raffl / Norbert Huber                  |
| 1994 | Schönau am Königssee | Italia Armin Zöggeler Norbert Huber Gerda Weissensteiner Natalie Obkircher Kurt Brugger / Wilfried Huber           | Germania Georg Hackl René Friedl Jana Bode Gabriele Kohlisch Yves Mankel / Thomas Rudolph                     | Austria Markus Prock Markus Schmidt Doris Neuner Andrea Tagwerker Tobias Schiegl / Markus Schiegl                       |
| 1996 | Sigulda              | Germania Jens Müller Georg Hackl Jana Bode Susi Erdmann Stefan Krauße / Jan Behrendt                               | Austria Markus Prock Markus Schmidt Angelika Neuner Andrea Tagwerker Tobias Schiegl / Markus Schiegl          | Italia Armin Zöggeler Wilfried Huber Gerda Weissensteiner Natalie Obkircher Gerhard Plankensteiner / Oswald Haselrieder |
| 1998 | Oberhof              | Germania Jens Müller Karsten Albert Susi Erdmann Silke Kraushaar Stefan Krauße / Jan Behrendt                      | Italia Armin Zöggeler Norbert Huber Natalie Obkircher Gerda Weissensteiner Kurt Brugger / Wilfried Huber      | Austria Markus Prock Markus Kleinheinz Angelika Neuner Andrea Tagwerker Tobias Schiegl / Markus Schiegl                 |
| 2000 | Winterberg           | Germania Georg Hackl Sylke Otto Patric Leitner / Alexander Resch                                                   | Germania Karsten Albert Sonja Wiedemann Steffen Skel / Steffen Wöller                                         | Italia Armin Zöggeler Natalie Obkircher Gerhard Plankensteiner / Oswald Haselrieder                                     |
| 2002 | Altenberg            | Germania Georg Hackl Silke Kraushaar Steffen Skel / Steffen Wöller                                                 | Germania Denis Geppert Sylke Otto Patric Leitner / Alexander Resch                                            | Austria Markus Prock Angelika Neuner Tobias Schiegl / Markus Schiegl                                                    |
| 2004 | Oberhof              | Germania Jan Eichhorn Silke Kraushaar Steffen Skel / Steffen Wöller                                                | Italia Armin Zöggeler Anastasia Oberstolz-Antonova Christian Oberstolz / Patrick Gruber                       | Austria Martin Abentung Veronika Halder Andreas Linger / Wolfgang Linger                                                |
| 2006 | Winterberg           | Germania David Möller Silke Kraushaar Patric Leitner / Alexander Resch                                             | Italia Armin Zöggeler Anastasia Oberstolz-Antonova Christian Oberstolz / Patrick Gruber                       | Lettonia Mārtiņš Rubenis Anna Orlova Juris Šics / Andris Šics                                                           |
| 2008 | Cesana Torinese      | Lettonia Mārtiņš Rubenis Maija Tīruma Juris Šics / Andris Šics                                                     | Austria Martin Abentung Veronika Halder Andreas Linger / Wolfgang Linger                                      | Italia Armin Zöggeler Sandra Gasparini Gerhard Plankensteiner / Oswald Haselrieder                                      |
| 2010 | Sigulda              | Lettonia Mārtiņš Rubenis Anna Orlova Juris Šics / Andris Šics                                                      | Austria Wolfgang Kindl Veronika Halder Andreas Linger / Wolfgang Linger                                       | Germania Johannes Ludwig Corinna Martini Tobias Wendl / Tobias Arlt                                                     |
| 2012 | Paramonovo           | Russia Tat'jana Ivanova Al'bert Demčenko Vladislav Južakov / Vladimir Machnutin                                    | Germania Tatjana Hüfner Andi Langenhan Tobias Wendl / Tobias Arlt                                             | Italia Sandra Gasparini Armin Zöggeler Christian Oberstolz / Patrick Gruber                                             |
| 2013 | Oberhof              | Germania Natalie Geisenberger Felix Loch Toni Eggert / Sascha Benecken                                             | Italia Sandra Gasparini Armin Zöggeler Christian Oberstolz / Patrick Gruber                                   | Russia Tat'jana Ivanova Al'bert Demčenko Vladislav Južakov / Vladimir Machnutin                                         |
| 2014 | Sigulda              | Russia Natal'ja Choreva Al'bert Demčenko Vladislav Južakov / Vladimir Machnutin                                    | Lettonia Elīza Tīruma Mārtiņš Rubenis Andris Šics / Juris Šics                                                | Italia Sandra Gasparini Armin Zöggeler Christian Oberstolz / Patrick Gruber                                             |
| 2015 | Soči                 | Germania Dajana Eitberger Felix Loch Tobias Wendl / Tobias Arlt                                                    | Russia Tat'jana Ivanova Semën Pavličenko Aleksandr Denis'ev / Vladislav Antonov                               | Lettonia Elīza Tīruma Inārs Kivlenieks Andris Šics / Juris Šics                                                         |
| 2016 | Altenberg            | Germania Tatjana Hüfner Felix Loch Toni Eggert / Sascha Benecken                                                   | Lettonia Elīza Cauce Artūrs Dārznieks Andris Šics / Juris Šics                                                | Russia Tat'jana Ivanova Roman Repilov Aleksandr Denis'ev / Vladislav Antonov                                            |
| 2017 | Schönau am Königssee | Germania Natalie Geisenberger Ralf Palik Tobias Wendl / Tobias Arlt                                                | Austria Miriam Kastlunger Wolfgang Kindl Thomas Steu / Lorenz Koller                                          | Lettonia Elīza Cauce Artūrs Dārznieks Andris Šics / Juris Šics                                                          |
| 2018 | Sigulda              | Russia Tat'jana Ivanova Semën Pavličenko Aleksandr Denis'ev / Vladislav Antonov                                    | Germania Natalie Geisenberger Felix Loch Toni Eggert / Sascha Benecken                                        | Lettonia Kendija Aparjode Inārs Kivlenieks Andris Šics / Juris Šics                                                     |
| 2019 | Oberhof              | Italia Andrea Vötter Dominik Fischnaller Ivan Nagler / Fabian Malleier                                             | Germania Natalie Geisenberger Johannes Ludwig Tobias Wendl / Tobias Arlt                                      | Lettonia Elīza Cauce Inārs Kivlenieks Andris Šics / Juris Šics                                                          |
| 2020 | Lillehammer          | Austria Madeleine Egle David Gleirscher Thomas Steu / Lorenz Koller                                                | Italia Andrea Vötter Dominik Fischnaller Ivan Nagler / Fabian Malleier                                        | Lettonia Ulla Zirne Kristers Aparjods Andris Šics / Juris Šics                                                          |
| 2021 | Sigulda              | Russia Tat'jana Ivanova Semën Pavličenko Vsevolod Kaškin / Konstantin Koršunov                                     | Lettonia Elīza Tīruma Artūrs Dārznieks Andris Šics / Juris Šics                                               | Germania Natalie Geisenberger Felix Loch Tobias Wendl / Tobias Arlt                                                     |
| 2022 | Sankt Moritz         | Lettonia Elīna Ieva Vītola Kristers Aparjods Mārtiņš Bots / Roberts Plūme                                          | Germania Natalie Geisenberger Johannes Ludwig Toni Eggert / Sascha Benecken                                   | Russia Tat'jana Ivanova Roman Repilov Andrej Bogdanov / Jurij Prochorov                                                 |
| 2023 | Sigulda              | Lettonia Elīna Ieva Vītola Kristers Aparjods Mārtiņš Bots / Roberts Plūme                                          | Germania Anna Berreiter Max Langenhan Tobias Wendl / Tobias Arlt                                              | Italia Sandra Robatscher Dominik Fischnaller Emanuel Rieder / Simon Kainzwaldner                                        |
| 2024 | Innsbruck            | Austria Madeleine Egle Thomas Steu / Wolfgang Kindl Jonas Müller Selina Egle / Lara Kipp                           | Germania Julia Taubitz Tobias Wendl / Tobias Arlt Max Langenhan Jessica Degenhardt / Cheyenne Rosenthal       | Italia Verena Hofer Emanuel Rieder / Simon Kainzwaldner Dominik Fischnaller Andrea Vötter / Marion Oberhofer            |
| 2025 | Winterberg           | Austria Madeleine Egle Juri Gatt / Riccardo Schöpf Jonas Müller Selina Egle / Lara Kipp                            | Germania Julia Taubitz Tobias Wendl / Tobias Arlt Max Langenhan Jessica Degenhardt / Cheyenne Rosenthal       | Italia Verena Hofer Ivan Nagler / Fabian Malleier Dominik Fischnaller Andrea Vötter / Marion Oberhofer                  |

## Medagliere
Aggiornato all'edizione 2025.
| Pos.   | Paese            | Oro | Argento | Bronzo | Totale |
| ------ | ---------------- | --- | ------- | ------ | ------ |
| 1      | Germania         | 66  | 62      | 33     | 161    |
| 2      | Austria          | 37  | 42      | 46     | 125    |
| 3      | Germania Est     | 30  | 27      | 17     | 74     |
| 4      | Italia           | 20  | 19      | 32     | 71     |
| 5      | Russia           | 17  | 10      | 11     | 38     |
| 6      | Germania Ovest   | 12  | 12      | 11     | 35     |
| 7      | Lettonia         | 5   | 9       | 16     | 30     |
| 8      | Cecoslovacchia   | 5   | 7       | 15     | 27     |
| 9      | Unione Sovietica | 3   | 2       | 4      | 9      |
| 10     | Norvegia         | 1   | 3       | 2      | 6      |
| 11     | Polonia          | 1   | 2       | 10     | 13     |
| 12     | Svezia           | 0   | 2       | 0      | 2      |
| 13     | Slovacchia       | 0   | 0       | 1      | 1      |
| Totale | Totale           | 197 | 197     | 198    | 592    |